# 디스클로저
디스클로저(Disclosure)는 잉글랜드의 전자 음악 밴드이다.

## 디스코그래피

### 앨범
- Settle (2013년)
- Caracal (2015년)
- Energy (2020년)
- Alchemy (2023년)